# 智利参议院
智利共和国参议院（西班牙語：Senado de la República de Chile）是按照《智利憲法》设立的兩院制智利国会的上議院。

## 组成
根据现行《智利憲法》，智利参议院由自16个参议院选区直接选出的43名参议员组成。他们的任期为8年。参议院选举每4年举行一次，每次选举半数的参议员。参加竞选的要求是被选举人要有被选举资格，中学或者相应的学校毕业以及至少35岁。
参议院的新院址位于港口城市瓦尔帕莱索的新国会建筑里，它取代了原位于首都圣地亚哥下城的老国会建筑。

## 废弃不受选举的参议员
2005年8月16日上下两院联合会议上批准修改宪法， 从2006年3月11日开始废弃所有不是直接选举产生的参议员席位。2006年3月11日宣誓的所有20名新参议员全部是选举产生的，使得所有当时38名参议员是直接选举的。此前，根据1980年的宪法，参议员还有“指名”和“机构”参议员。两名原国家首脑，爱德华多·弗雷·鲁伊斯-塔格莱和奥古斯托·皮诺切特被任命为终生参议员。皮诺切特后来辞去这个职位，2005年公投后弗雷·鲁伊斯-塔格莱失去他的席位，他通过选举获胜继任参议员。

## 历史演化
智利参议院是1812年成立的，其目的在于协助征服集团制定政策。在它的历史中它数次改变，它的权力、组成和成员都被改变多次。

### 第一参议院
第一参议院是根据1812年《临时宪法草稿》第7条成立的。它由7名省议员（每个省一名）和3名替换议员组成。它的目的主要是来平衡征服集团的行政权力。各省直接任命参议员，中央政府需要同意。这个参议院从1812年11月到1814年1月成立。当时西班牙军队不断进攻，智利军队连败，参议院被重组来更好处理军事压力造成的问题。

### 咨询参议院
咨询参议院是根据1814年《临时政府草稿》第13条建立的。与它的前身一样它由7名名义参议员组成，这7名参议员是由最高指挥从各省提交的一份名单里选出来的。这个参议院从1814年3月到7月运行。1814年7月西班牙军队占领圣地亚哥，独立政府结束。

### 第一保守参议院
第一保守参议院是根据1818年《智利宪法》设立的。它由5名名义参议员和5名由最高指挥直接选出的替换参议员组成。这个参议院只有在众议院无法运行或者无法开会的情况下才会运行，它可以发布与法律有同样效率的“临时规则”。它从1818年10月到1822年5月运行。